# Firma biométrica
La firma biométrica, según como se gestione, puede ser un tipo de firma electrónica avanzada según se define en el Reglamento UE 910/2014. Si el dispositivo electrónico sobre el que se firma cumple las garantías definidas en dicho Reglamento y se acompaña la firma de un informe pericial con las mismas garantías que el que se aportaría junto a una firma manuscrita, es una forma de asociar la identidad de un firmante a un documento electrónico haciendo uso de una tecnología que permite capturar datos biométricos asociados al proceso de firma manuscrita sobre dispositivos electrónicos adecuados, con una superficie en la que se muestra la firma mientras se realiza y un útil de escritura semejante a un bolígrafo. La biometría es la técnica que permite modelar y medir algún parámetro característico de un ser vivo. En el caso de humanos, se evalúan uno o más rasgos conductuales o características personales intrínsecas. 
Los datos biométricos capturados durante el proceso de firma son la presión del lápiz, la velocidad de escritura y la aceleración.
Los dispositivos electrónicos que permiten la captura de datos biométricos, entre los que se encuentran fabricantes como Signotec, ePadLink, Step Over, Olivetti, Wacom o Topaz, detectan hasta 2048 niveles de presión distintos, lo que permite obtener una identificación única e inequívoca del firmante. Los firmantes son identificados con plena validez jurídica en la mayoría de países de Sudamérica y Europa

## Proceso
El proceso de firma y captura de datos biométricos sigue los siguientes pasos:
1. Los documentos, que se encuentran en formato digital, se visualizan en las tabletas de firma electrónica avanzada o sobre dispositivos que admitan este formato.
2. El usuario firma sobre la pantalla y se visualiza el resultado durante el proceso de firma.
3. Se permiten múltiples firmas en un mismo documento, manteniendo la validez de todas y cada una de las firmas.
4. Las tabletas capturan el trazo realizado y otros datos biométricos, sensibles, únicos e imposibles de replicar, de la persona que firma.
5. El documento electrónico mantiene la integridad y la autenticidad del documento y no se traslada a ningún servidor externo.
6. Tanto el documento como la persona que firma quedan vinculados con las firmas, y son imposibles de manipular y/o insertar en otros documentos.

## Validez jurídica en España
Para que las firmas sean válidas deben cumplir el artículo 26 del Reglamento Europeo 910/2014 (firma electrónica avanzada) y debe ser posible la prueba pericial tal como se indica en los artículos 349 y siguientes de la Ley de Enjuiciamiento Civil.
La norma española pendiente de ser derogada (Ley 59/2003, de 19 de diciembre, de firma electrónica publicado en el Boletín Oficial del Estado) también contempla la firma electrónica avanzada con una definición similar.

## Beneficios
- El beneficio principal, tanto para las empresas como para los clientes, recae en el ahorro, tanto de papel y tinta, así como el tiempo destinado por parte de los empleados a este tipo de tareas, y el de espera para los clientes.
- Permite a las empresas cumplir sus objetivos de sostenibilidad. El uso de este sistema evita la tala de árboles, por lo que disminuye el {\displaystyle CO_{2}} en el medio ambiente y contribuye a evitar la aceleración del cambio climático..
- El ahorro de tiempo implica una optimización en los procesos administrativos. Los procesos se realizan en menos tiempo y los trabajadores quedan libres de estas tareas, pudiendo destinar su tiempo a incrementar la productividad y mejorar la experiencia del cliente.
- Mejora de operaciones. Los documentos son más fáciles de localizar y los procesos de gestión y custodia son más eficientes.
- La firma biométrica es un método natural, intuitivo y familiar para garantizar la aceptación de condiciones, la declaración de voluntad y la prestación del consentimiento en un documento digital.